# Distenia forcipata
Distenia forcipata là một loài bọ cánh cứng trong họ Cerambycidae.